# Gmina Busko-Zdrój
Die Gmina Busko-Zdrój ([ˈbuskɔ 'zdruɪ̯] anhörenⓘ) ist eine Stadt-und-Land-Gemeinde im Powiat Buski der Woiwodschaft Heiligkreuz in Polen. Sitz des Powiats und der Gemeinde ist die Kurstadt Busko-Zdrój mit etwa 16.300 Einwohnern.
Die Gemeinde liegt etwa 40 km südlich von Kielce. Zu ihr gehören Anteile an den Landschaftsschutzparks Szaniec und Nidagebiet.

## Geschichte
Von 1975 bis 1998 gehörte die Gemeinde zur Woiwodschaft Kielce.

### Städte- und Gemeindepartnerschaften
- Steinheim, Deutschland
- Szigetszentmiklós, Ungarn
- Specchia, Italien
- Haukipudas, Finnland
- Chmilnyk, Ukraine

## Gliederung
Die Stadt-und-Land-Gemeinde hat eine Fläche von 235,9 km². Zur Gemeinde gehören folgende 47 Dörfer mit einem Schulzenamt:
Baranów
Bilczów
Biniątki
Błoniec
Bronina
Budzyń
Chotelek
Dobrowoda
Elżbiecin
Gadawa
Galów
Janina
Kameduły
Kawczyce
Kołaczkowice
Kostki Duże
Kostki Małe
Kotki
Las Winiarski
Łagiewniki
Mikułowice
Młyny
Nowa Wieś
Nowy Folwark
Oleszki
Olganów
Owczary
Palonki
Pęczelice
Podgaje
Radzanów
Ruczynów
Siesławice
Skorzów
Skotniki Duże
Skotniki Małe
Słabkowice
Służów
Szaniec
Szczaworyż
Wełecz
Widuchowa
Wolica
Zbludowice
Zbrodzice
Zwierzyniec
Żerniki Górne
Weitere Ortschaften der Gemeinde sind:
Chwalikówka
Duże Budy
Ewelinów
Ignaców
Kamienica
Kapturów
Kargowy
Młyny-Pomyków
Na Chrustach
Poddębinie
Podlesie
Posada
Równiny
Tomaszówek
Wąsosz
Włodarka
Wolica Siesławska

## Verkehr
Von 1963 bis 2004 gab es Personenverkehr auf der Bahnstrecke Sitkówka-Nowiny–Busko-Zdrój.